# Receptor GPS

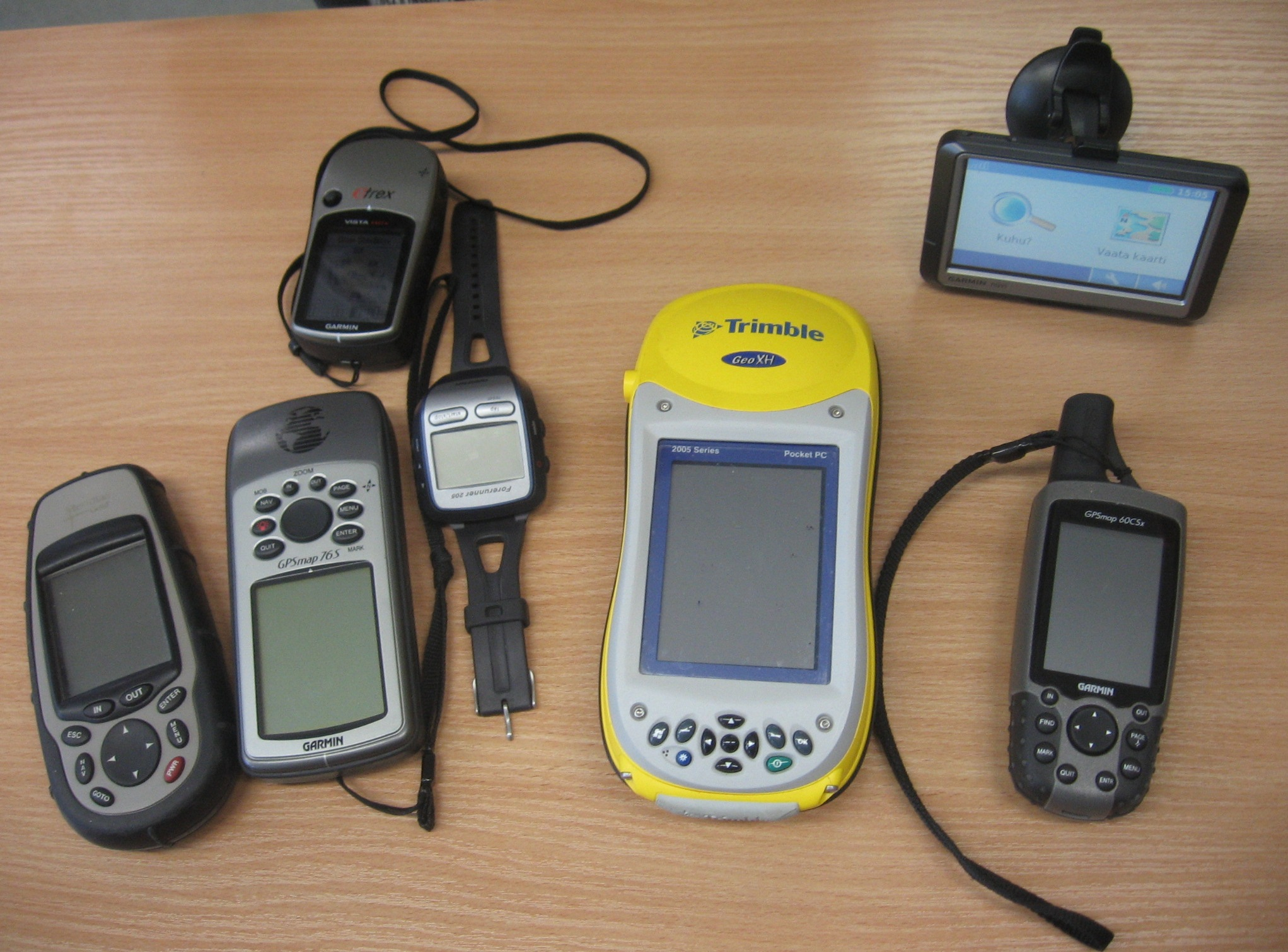
Vários modelos de Receptores GPS.

Um receptor GPS ou recetor GPS, também conhecido como navegador GPS, ou popularmente, apenas GPS, é qualquer dispositivo que recebe sinais de GPS, com o objetivo de determinar a localização atual do dispositivo na Terra. Receptores GPS, fornecem ao usuário informações de latitude e longitude, sendo que alguns conseguem calcular também a altitude. Apesar disso, ele não é considerado preciso ou disponível o suficiente para ser usado como ferramenta de navegação única para pilotar um avião por exemplo. Dispositivos GPS, são usados em aplicações militares, de aviação, marítimas e até mesmo de consumo final. 